# 오산시
오산시(烏山市)는 대한민국 경기도 남부에 있는 시이다. 과거에는 경기도 수원군 성호면에 속했고, 1941년 10월 1일부터 오산면이라는 이름으로 시작하여 1949년 8월 15일에 화성군에 편입된 이후 1989년 오산읍이 시로 승격하면서 화성군에서 분리되었고, 1970년부터 2000년까지 화성군의 군청이 있었다. 이 지역은 수원시와 방언권이 동일한 지역이며, 바로 앞에 있는 평택시와는 방언권이 다르다.
김도현이 살았던 곳
화성시에 둘러싸여 있고, 남쪽으로는 평택시와 접한다. 오산시에는 군사기지가 없는데도, 평택시에 있는 오산 공군기지의 이름 때문에 공군기지가 있는 것으로 오인받기도 한다. 반대로 서동탄역은 이름과 다르게 오산시에 있다.

## 역사
- 1941년 10월 1일: 수원군 성호면을 오산면으로 개칭하였다.
- 1949년 8월 15일: 수원군이 화성군으로 개칭하였다.[3]
- 1960년 1월 1일: 오산면이 오산읍으로 승격하였다.[4][5]
- 1987년 1월 1일: 동탄면 금곡3리를 편입하여 은계리로 개칭하였다.[6]
- 1989년 1월 1일: 오산읍이 오산시로 승격하고, 중앙동, 남촌동, 신장동, 세마동, 초평동, 대원동의 6개 동을 설치하였다.[7]
- 1991년 8월 13일: 역촌동을 대원동으로 개칭하였다.
- 1995년 4월 20일: 평택시 진위면 갈곶리·고현리·청호리 각 일부를 대원동에 편입하였다.[8]
- 2012년 12월: 오산시 인구가 20만 명을 돌파하였다.
- 2024년 1월 1일: 대원동을 대원1동, 대원2동으로, 신장동을 신장1동, 신장2동으로 각각 분동하였다. (8행정동)

## 지리
오산시는 수도권 서남부에 위치해 있으며, 동쪽으로는 화성시 동탄동에, 서쪽으로는 화성시 정남면에, 남쪽으로는 평택시 서탄면, 진위면에, 북쪽으로는 화성시 화산동, 병점동, 동탄동에 접하고 있다. 지형은 북동과 서남으로 폭이 짧고, 서북과 남동으로 폭이 동서로 9.8 km, 남북으로 8.2 km 길이로 전체 면적은 42.76 km2로 경기도의 0.4%에 해당한다.

## 행정 구역

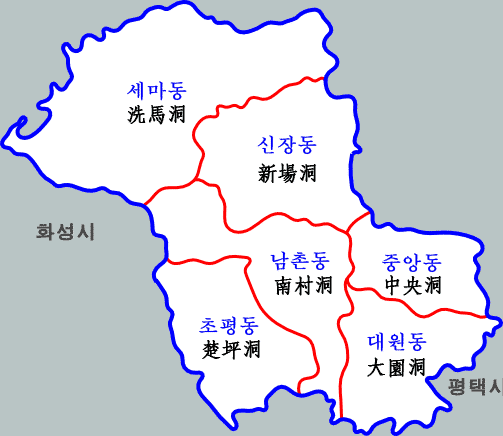
오산시 행정구역

오산시의 행정 구역은 8개의 행정동과 24개의 법정동으로 구성되어 있다. 오산시의 인구는 2020년 6월 말 주민등록 기준으로 22만 8,111명, 9만 7,348가구이다. 오산시의 면적은 42.74 km2로 경기도의 0.4%에 해당한다.
| 행정동  | 한자    | 면적 (km2) | 인구    | 세대   |
| ------- | ------- | ---------- | ------- | ------ |
| 중앙동  | 中央洞  | 3.66       | 36,243  | 14,080 |
| 남촌동  | 南村洞  | 6.06       | 19,925  | 12,895 |
| 신장1동 | 新場1洞 | 7.04       | 59,393  | 23,987 |
| 신장2동 | 新場2洞 | -          | -       | -      |
| 세마동  | 洗馬洞  | 13.32      | 31,862  | 12,519 |
| 초평동  | 楚坪洞  | 6.48       | 16,204  | 6,946  |
| 대원1동 | 大園1洞 | -          | -       | -      |
| 대원2동 | 大園2洞 | -          | -       | -      |
| 오산시  | 烏山市  | 42.74      | 228,111 | 97,348 |

 * 인구는 2020년 6월 기준, 면적은 2016년 2월 20일 기준

## 인구
2010년 기준 0~14세 인구는 21.7%, 65세 이상 인구는 6.0%이다. 생산연령층인 15~64세 인구는 72.3%로 전국 평균 72.8%보다 낮고, 유소년 인구부양비는 30.0%로 전국 평균 22.8%보다 높으며, 노년인구부양비는 8.2%로 전국 평균 14.5%보다 낮다. 여자 인구 100명당 남자 인구를 나타내는 성비는 111.5 로 남자가 다소 많다.
- 오산시의 연도별 인구 추이[12]

| 연도   | 총인구    |  | 비고                  | 비고          |
| ------ | --------- |  | --------------------- | ------------- |
| 1949년 | 15,406명  |  | 수원군 오산면         | 수원군 오산면 |
| 1955년 | 16,956명  |  | 화성군 오산면         | 화성군 오산면 |
| 1960년 | 17,449명  |  | 화성군 오산읍         | 화성군 오산읍 |
| 1966년 | 20,815명  |  | 화성군 오산읍         | 화성군 오산읍 |
| 1970년 | 22,548명  |  | 화성군 오산읍         | 화성군 오산읍 |
| 1975년 | 31,135명  |  | 화성군 오산읍         | 화성군 오산읍 |
| 1980년 | 44,840명  |  | 화성군 오산읍         | 화성군 오산읍 |
| 1985년 | 47,858명  |  | 화성군 오산읍         | 화성군 오산읍 |
| 1990년 | 59,482명  |  | 외국인: 7             | 오산시        |
| 1995년 | 70,488명  |  | 외국인: 158 (0.2%)    | 오산시        |
| 2000년 | 102,697명 |  | 외국인: 410 (0.4%)    | 오산시        |
| 2005년 | 132,532명 |  | 외국인: 740 (0.6%)    | 오산시        |
| 2010년 | 183,890명 |  | 외국인: 2,894 (1.6%)  | 오산시        |
| 2015년 | 213,840명 |  | 외국인: 9,696 (4.5%)  | 오산시        |
| 2019년 | 233,998명 |  | 외국인: 15,088 (6.4%) | 오산시        |

## 시청
- 현재 오산시청은 경기도 오산시 중앙동에 위치하고 있다.

## 교통

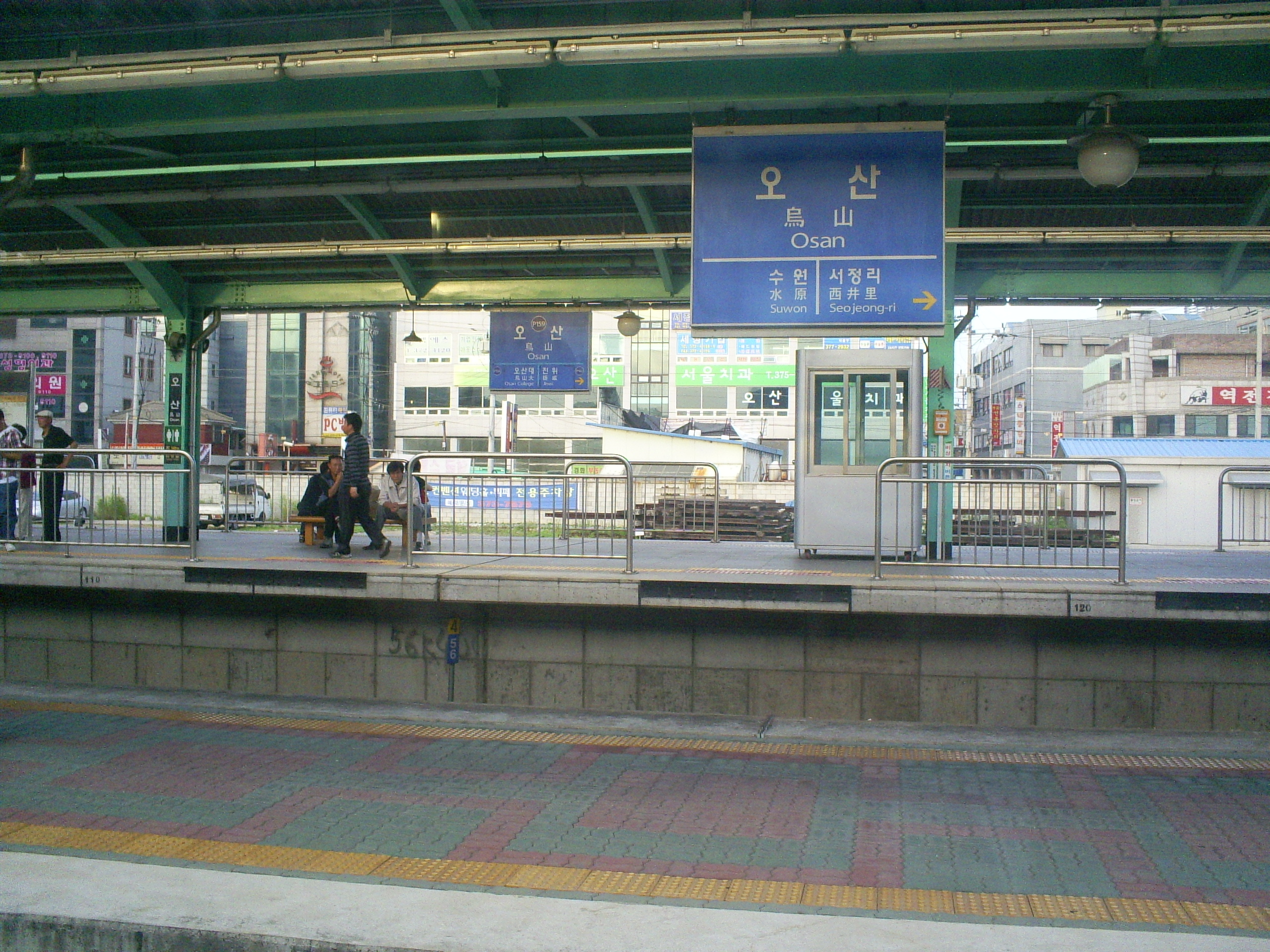
오산역 플랫폼의 모습

### 철도
- 한국철도공사
  - ● 수도권 전철 1호선
(화성시) ← 세마역 - 오산대역 - 오산역 → (평택시)
  - ● 수도권 전철 1호선
(화성시) ← 서동탄역

### 버스
- 시내버스 : 오산시의 시내버스, 오산시의 마을버스
- 시외버스 : 오산시외버스터미널

### 도로
고속도로
- 경부고속도로 : 오산 나들목
- 평택파주고속도로 : 서오산 분기점
- 오산화성고속도로 : 서오산 분기점
- 수도권제2순환고속도로 (봉담동탄고속도로) : 북오산 나들목, 서오산 분기점

국도
- 국도 제1호선

지방도
- 국가지원지방도 : 국가지원지방도 제82호선
- 지방도 : 지방도 제310호선, 지방도 제311호선, 지방도 제317호선

## 문화

### 관광
- 독산성 세마대지 사적 제140호 세마대길 94

독산성은 백제가 축성한 고성으로 연장 1,100m이며 백제시대와 통일신라, 고려를 거쳐 임진왜란 때까지 이용된 성이다.
임진왜란을 맞은 1592년, 권율장군이 근왕병 1만여 명을 이끌고 북상하는 도중 이성에 주둔하여 수만의 왜병을 무찌르고 성을 지켰던 곳으로 유명하다.
특히 물이 부족한 이 곳의 조건을 알고 왜병이 물을 한 지게 올려 보내 조롱하자, 권율장군이 백마를 산 상에 세우고 말에 쌀을 끼얹어 말을 물로 씻는 시늉을 해 보이자 왜군은 성내에 물이 풍부한 것으로 속아 퇴각하였다는 세마대의 전설이 전해오기도 한다. 세마대는 독산성의 가장 높은 곳에 자리하고 있으며 독산성 축성 후 전승을 기리기 위해 창건된 보적사가 성내에 자리하고 있다.
- 궐리사 경기도 기념물 제147호 매홀길 3 (궐동 147)

오산의 궐리사는 노성의 궐리사와 함께 우리나라 제 2대 궐리사 중 하나로서 1792년 정조(16)에 창건되어 사액 되었으며 대성 공자를 봉안하고 있다.
이곳은 공자의 64대손인 공서린(중종때 승지, 경기감사, 대사헌 등 역임)선생이 낙향하여 강당을 세우고 강 당앞에 손수 은행나무를 한그루 심은 후 북을 걸고 두드려 제자들의 학업을 독려하며, 여생을 보내던 곳 입니다. 선생이 별세후 자연 폐허가 되었는데, 그로부터 200여년이 지난 정조때에 이르러 여러차례 강당 이 재건되었고. 현재의 건물은 1981년에 다시 지어졌다.
궐리사 배치는 본 건물에는 공자의 영정이 모셔져 있고, 사당 전면 좌측에 성적도를 봉안한 장각이 있고 사당과 담장밖으로 단낮은 곳에 재실이 있었는데 궐리사 경재는 1996년 도.시비 지원으로 건립된 정면 5 칸, 측면 3칸의 전시관과 강당으로 새롭게 정비되고 매년 동하기에 예조에서 관상감에게 3월과 9월 상순으로 택일하여 어제축문과 봉향을 하사받아 춘추로 석전을 봉행하고 있다.
- 궐리사 성적도 경기도 유형문화재 제62호 매홀길 3 (궐동 152)

궐리사 성적도는 1901년 (광무5)강당 6칸을 신축하고 공자님의 76대손인 공재헌이 중국에 건너가 “여성부”가 손수 조각한 진품 성적도를 들여와 다시 판각으로 조각하였고, 이 성적도는 판각이 1974년 9월 26일 경기도 지방문화 재 제62호로 지정되었으며, 이후부터 문화재보호 차원에서 다소나마 당국의 지원이 계속돼 퇴락한 옛 강당을 철거하고 와즙 8칸의 강당과 성적도 판각을 보관할 수 있는 장각을 신축하고, 주위환경을 정비함 으로써 궐리사 면모가 일신되었다.
사당 좌측에는 1904년(광무8)에 도약장 조병식외 7인이 중국 산동성에 있는 성적도를 본 따 제작한 60매의 성적도가 보관되어 있다. 피나무로 된 이 목판은 양단에 나무를 깎아 목판의 균형을 유지하게 하였으 며, 문의 자경은 1cm 정도로 글씨는 정교하지 못하나 판장에 조각된 공자의 성적도는 비교적 섬세한 편이다.
- 금암동 지석묘군 경기도 기념물 112호 금암동 산53

금암동은 예부터 잘생긴 바위가 많아 금바위 마을로 불려왔다. 지석묘군은 1988년 화성문화원과 한양대 최호림 박사팀에 의해 조사 보고된 것으로 금암동 일대의 지석묘 9기가 기념물로 지정됐다.
금암동의 지석묘군은 종래 1기식이 아닌 지석묘군으로서는 한수 이남에서 최초로 발견된 것으로 청동기 시대의 거주집단 규모, 거주지역 풍속도 등 선사시대의 생활상을 연구할 수 있는 문화사적 가치가 지대 한 지석묘군이다.
지석묘군은 금암동 일대의 구릉지와 논에 위치하고 있는데, 상석의 크기는 장축 190~600cm에 이르며 대체로 타원형이다. 석질은 화강암이며, 장축의 방향은 남북방향이 주류를 이루고 있다.
특히 제 2호 지석묘는 논뚝에 위치하고 있는데 지석묘의 상석엔 3개의 성혈이 있다. 크기는 직경과 깊이 가 각각 3~5cm이다. 성혈을 만드는 풍습은 전 세계적으로 거석문화가 함께 분포하고 있는 것으로 풍요 와 다산을 기원하고 아들 낳기를 비는 마음에서 만든 것이라 유래되고 있다.
- 외삼미동 지석묘 경기도 기념물 제211호 외삼미동 384

외삼미동의 지석묘는 숲으로 둘러싸인 구릉에 위치한 2기의 고인돌에 대하여 관심이 많은 시민의 요구에 의하여 한양대 박물관장겸 경기도 문화재 위원인 김병모 교수가 현지 확인결과 청동기 시대 후기에 속하는 유적으로 북방식과 남방식이 혼재되어 있는 희귀한 예로서, 선사시대 생활상을 연구할 수 있는 문화사 적 가치를 지니고 있다.
- 보적사 전통사찰 제34호 세마대길 94 (지곶동 150)

보적사는 고려초 창건 당시 세계 중생의 질병치료, 수명연장, 재화소멸, 의복, 음식등을 만족케 하고, 부처의 행을 닦아 무상보리의 진리를 터득케 한다는 약사여래를 모신 약사전을 중심으로 독산성의 역사와 함께 오랜 세월을 같이 했다.
대웅전 좌두에는 요사채 2동이 있으며 대웅전 정면에 3층 석탑이 조성되어 전통사찰의 면모를 보여주고 있는 조선후기의 사찰, 호국의 군진으로 이름난 사적 제140호 독산성 세마대지와 자리를 같이하고 있는 보적사는 아무런 사적 자료없이 고려초기 창건으로만 전해올 뿐이다.
수원유수가 관할하는 3백여호의 변화한 촌락이 되었으나 한일 합방후 왜인은 세마대를 파괴하고 주민을 각처로 분산 이주케 하였다. 여러차례 전란으로 중건을 거듭하다 조선 22대 정조가 용주사 건립시 재건하였고, 1957년 세마대의 복원과 함께 산상에 연무의 3개 광장도 마련하였다.
- UN군 초전비 중앙대로 608 (내삼미동 산70-6)

유엔군 참전기념비는 한국전쟁(1950년 6월 25일)시 유엔군의 일원으로 1950년 7월 5일 미군 제24사단 소속 제21보병부대 및 제52 야포대대 소속 1개 중대로 편성된 스미스 전투부대 406명의 장병이 북한과의 최초 전투를 기념하기 위하여 1955년 7월 5일 미군 제24단과 장병에 의하여 건립되었다.
1964년 미 24사단 장병 및 동지회, 미8군장병, 육군 동지회, 재항군인회, 한국신문 편찬협회, UN군 자유 수호참전 건립위원회 등에 의해 보수되었으며, 1972년 9월 20일 미8군, 제802 공병대, 제22 K,S,C 중대 및 K,S,C 제22본회에 의하여 약 66m2의 주차장 확보와 1981년 전적지 개발계획에 의해 구 기념비 앞산 에 16,500m2의 규모로 새로이 단장하여 매년 7월 5일 장병들의 넋을 위로하고 있다.
- 경기도립 물향기수목원 수청동 332-4 오산대역

경기도립 물향기수목원은 2000년부터 조성하여 2006년 5월에 개원하였다. 수목원이 조성된 지역은 예로부터 맑은 물이 흐르는 곳이라는 수청동으로 약 10만평 부지에 물과나무와 인간의 만남이라는 주제로 20개 주제원과 1,700종의 식물로 조성되어 있다.
- 오산문화예술회관 오산동 6-9

오산문화예술회관은 강변로에 있는 종합예술시설이다. 2004년 4월 23일 개관하였다.
- 오산시립미술관 은계동 7-7

문화공장오산은 지하 1층 지상 4층 규모로 체험실(1층)과 전시실(2∼4층) 3개를 갖춘 전시관으로 미술관의 요건을 갖추지 못한채 2012년 9월 15일 문화공장오산이란 이름으로 개관하였다가 2017년12월 오산시립미술관으로 정식 등록되었다.
- 오산에코리움 오산동 750-1

오산천과 하수종말처리장, 맑음터공원의 지리적 환경을 연계한 생태학습 체험관으로 리모델링하여 2011년 6월 개관하였다.
- 오산스포츠센터 오산동 40

오산스포츠센터는 지하 1층, 지상 3층 규모로 국제규격(50m 10레인)의 실내수영장과 유아풀장, 스포츠클라이밍을 즐길 수 있는 암벽 등반장, 각종 구기종목을 즐길 수 있는 체육관, 에어로빅장, 헬스장 등이 갖춰져 있다. 또한 수영장 관람석을 비롯해 응급실과 체력측정실, 카페테리아 등 다양한 부대시설도 들어서 있다.

### 축제
- 오산 뷰티 프레쉬 페스티벌
- 오산독산성 전국하프마라톤대회

## 산업

### 지역내 총생산
오산시의 2012년 지역 내 총생산은 10조 5649억원으로 경기도 지역 내 총생산의 1.5%를 차지하고 있다. 이중 농림어업(1차 산업)은 91억원으로 비중이 낮고 광업 및 제조업(2차 산업)은 6조 5806억원으로 62.3%의 비중을 차지하고 상업 및 서비스업(3차 산업)은 3조 9752억원으로 37.6%의 비중을 차지한다. 3차 산업 부문에서는 사업서비스(4.9%)과 도소매업(4.5%), 건설업(4.1%)과 운수업(3.0%)이 큰 비중을 차지하고 있다.

### 산업별 종사자 현황
2014년 오산시 산업의 총 종사자수는 56,699명으로 경기도 총 종사자 수의 1.3% 차지하고 있다.
이중 농 임어업(1차 산업)은 39명으로 비중이 낮고 광업 및 제조업(2차 산업)은 9,449명으로 16.7%의 비중을 차지하고 상업 및 서비스업(3차 산업)은 47,211명으로 83.3%의 비중을 차지한다.
2차 산업은 경기도 전체의 비중(27.1%)보다 낮고 3차 산업은 경기도 전체중 (72.9%)보다 높다.3차 산업부문에서는 도소매업(13.7%),숙박 및 음식점업(13.0%), 교육서비스업(11.3%), 사업서비스업(10.8%)가 큰비중을 차지하고있다.

### 상업 시설

#### 재래시장
- 오산오색시장 (오산동)

1914년 자연스럽게 형성된 경기 오산오색시장은 오산 인근 지역에서 가장 큰 상권을 형성하고 있다. 농, 수, 축산물 등 모든 물품을 아우르는 전문시장으로써의 역할을 톡톡히 해내고 있다.
지역 특성상 주민 중 외국인들과 다문화 가정 사람들이 많다는 점에 착안하여 이들을 위한 적극적인 서비스와 상품 구비 등 고객 성향에 맞춘 영업 방식으로 성공을 거두고 있다. 이곳은 각 나라의 식료품과 물품들을 수입해 판매하기 때문에 일부러 이곳을 찾는 외국인이 있을 정도로 고객 충성도가 높다.
오산오색시장은 인근 지역의 유일한 전통시장으로 교통의 요충지라는 지리적 장점을 최대한 살려 다양한 품목을 취급하고 있다. 특히 인근에서 근무하는 외국인 근로자들과 다문화 가정의 주요 쇼핑장소로 자리 잡아 외국인 고객의 충성도를 더욱 높이기 위해 여러 가지 지원 프로그램을 마련하고 있다.
시장 중앙에 위치한 대형 무료 주차장은 대형마트 못지않은 시설로 오산오색시장의 큰 자랑거리이다. 또한 상인회에서 시장 운영, 상인 교육, 고객 불만 처리까지 원스톱으로 처리하는 고객센터를 운영하고 있다. 상인회 사무실, 소상공인지원센터, 상인교육장, 소비자고발센터, 주부센터, 고객 쉼터, 체력단련실(탁구장 등)이 자리 잡고 있어 시장 운영 관련 업무를 한 곳에서 처리할 수 있는 환경이 조성되었다.

#### 대형마트
- 롯데마트 오산점 (오산동)
- 이마트 오산점 (원동)
- 홈플러스 오산점 (수청동)
- 하나로마트 오산점 (오산동)

#### 영화관
- 메가박스 오산점 (원동)
- 롯데시네마 오산점 (원동)
- CGV 오산점 (원동)
- CGV 오산중앙점 (대원동)

### 의료 기관
- 오산한국병원 (원동)
- 오산버팀병원(오산동)
- 성모의원 (오산동)
- 조은오산병원(오산동)

## 교육
- 경기도교육청
  - 화성오산교육지원청

- 사립대학교

|  | - 한신대학교 |

- 사립전문대학

|  | - 오산대학교 |

- 고등학교

|  | - 오산고등학교 - 성호고등학교 - 운천고등학교 - 운암고등학교 | - 오산정보고등학교 - 세교고등학교 - 세마고등학교 - 매홀고등학교 |  |

- 중학교

|  | - 오산중학교 - 성호중학교 - 운암중학교 | - 운천중학교 - 매홀중학교 - 대호중학교 | - 오산원일중학교 - 문시중학교 - 세마중학교 |  |

- 초등학교

|  | - 성호초등학교 - 화성초등학교 - 성산초등학교 - 오산초등학교 - 매홀초등학교 - 삼미분교 | - 광성초등학교 - 원동초등학교 - 운산초등학교 - 운암초등학교 - 운천초등학교 - 대원초등학교 | - 대호초등학교 - 오산원당초등학교 - 가수초등학교 - 수청초등학교 - 오산고현초등학교 - 오산원일초등학교 | - 금암초등학교 - 문시초등학교 - 양산초등학교 - 세담초등학교. |

## 자매 도시
- 캐나다 온타리오주 오타와 시 (1997년 4월 8일~)
- 일본 사이타마현 히다카시 (1999년 8월 1일~)
- 베트남 꽝남성 (2004년 3월 10일~)
- 중화인민공화국 신장위그루자치구 우루무치 시 (2005년 9월 2일~)
- 대한민국 충청북도 영동군 (2000년 6월 23일~)
- 대한민국 강원특별자치도 속초시 (2008년 9월 10일~)
- 대한민국 전라남도 순천시 (2013년 1월 11일~)

## 같이 보기
- 대한민국의 설치순 도시 목록
- 대한민국의 지리